# Todd Ellis
Todd Ellis (9 augustus 1994) is een Brits motorcoureur en (wereld)kampioen in de zijspanklasse.
Ellis komt uit South Kelsey nabij Market Rasen in Lincolnshire en is een stiefzoon van zijspanracer Gary Bryan.

## 2017
Tot 2017 reed Ellis op solomachines, in de 600 cc Superstock-klasse.
Hij maakte met de ervaren bakkenist Charlie ‘Chaz’ Richardson (1988) op 16 juni 2017 zijn debuut op een LCR Yamaha machine in de derde ronde van het Britse RKB F1 zijspanracekampioenschap op het circuit Knockhill in Fife, Schotland. Ze wonnen twee van de drie races. Op 1 juli 2017 werden ze in de volgende ronde, op het circuit van Snetterton, in beide races tweede achter Ben en Tom Birchall. Op 8 juli 2017 pakten Ellis en Richardson op Mallory Park hun eerste pole-positie.

## 2018
In 2018 werd Ellis met Richardson op hun 600 cc GBM Honda CBR600 LCR tweede in het Britse RKB F1-zijspan kampioenschap, achter het schotse duo Steve Kershaw en Stuart Clark dat op een 1000 cc LCR machine reed. Ellis en Richardson eindigden hiermee als eerste in de 600 cc categorie.

## 2019
In 2019 reden alle combinaties Britse F1-zijspan kampioenschap op 600 cc machines, en werden Ellis en Richardson Brits kampioen, vóór Kershaw en Clark.
In 2019 nam Ellis niet deel aan het FIM Wereldkampioenschap.

## 2020
International Sidecar SuperPrix 2020
Het FIM Wereldkampioenschap zijspanrace 2020 werd vanwege de coronacrisis geannuleerd. In plaats daarvan werd de International Sidecar SuperPrix 2020. georganiseerd, die gewonnen werd door Ellis en Richardson op hun LCR-Yamaha, vóór het Brits/Franse duo Tim Reeves en Kévin Rousseau (2e) en de Nederlanders Bennie Streuer en Ilse de Haas (3e).
Brits Kampioenschap 2021
Bij de Britse kampioenschappen eindigden Ellis en Richardson in 2020 als tweede, achter Steve Kershaw en Ryan Charlwood.

## 2021
WK 2021
In het seizoen 2021 vormde Ellis een team met de Franse bakkeniste Emmanuelle Clément. Het team eindigde als tweede in de eindstand van het WK achter het Zwitserse duo Markus Schlosser en Marcel Fries.
Brits Kampioenschap 2021
In het Molson Group RKB British F1 Sidecar Championship 2021 eindigden Ellis en Clement als 4e, achter Ben en Tom Birchall (1e), Lewis Blackstock en Paddy Rosney (2e) en John Holden en Jason Pitt (3e).

## 2022
Brits Kampioenschap 2022
Bij de races voor het Molson Group RKB British F1 Sidecar Championship 2022 wonnen Ellis en Clément de eerste 11 races waar ze aan deelnamen (ze misten de tweede ronde, op circuit Knockhill, die samenviel met de WK races op de Pannónia-Ring). Ze wonnen daarna tijdens de zevende ronde op Snetterton nog de tweede race, maar misten de achtste ronde op Donington Park, die samenviel met de WK races in Oschersleben. Tijdens de negende en laatste ronde op Brands Hatch op 15 en 16 oktober 2022 waren resp. een derde en een tweede plek voldoende om Brits kampioen te worden.
WK 2022
Ellis en Clément wonnen het WK 2022 vóór Schlosser en Fries, de kampioenen van 2021. Ze wonnen 9 van de 16 races (Schlosser en Fries wonnen er 3) en werden op 30 oktober 2022 op het Circuit van Estoril wereldkampioen.
Ellis is de vijfde coureur die in hetzelfde seizoen zowel Brits- als wereldkampioen werd. Eerder presteerde Jock Taylor dat met zijn Zweedse bakkenist Benga Johansson in 1980, en daarna Steve Webster in 1987, 1988 en 2004, Tim Reeves in 2007 en Ben Birchall in 2016

## 2023
Brits Kampioenschap 2023
Bij de races voor het RKB British F1 Sidecar Championship 2023 wonnen Ellis en Clément alle 12 races waar ze aan deelnamen (ze misten de 3 races van de vierde ronde op Cadwell Park, die samenviel met de WK races op de Red Bull Ring. Op 15 oktober 2023 prolongeerden Ellis en Clément hun Britse titel.
WK 2023
Ellis en Clément wonnen het WK 2023 voor Ben en Tom Birchall. Ze wonnen 5 van de 14 races en behaalden punten in iedere race. Ze werden op 29 oktober 2023 op het Circuit van Estoril wereldkampioen.
IDM en FSBK 2023
Ellis en Clément namen in 2023 niet deel aan het IDM of aan de FSBK-F1 races.

## Resultaten

### WK Resultaten
| Jaar | Passagier          | Motor      | 1      | 2      | 3      | 4      | 5      | 6      | 7        | 8      | 9      | 10       | 11      | 12      | 13     | 14     | 15     | 16     | Positie | Punten |
| ---- | ------------------ | ---------- | ------ | ------ | ------ | ------ | ------ | ------ | -------- | ------ | ------ | -------- | ------- | ------- | ------ | ------ | ------ | ------ | ------- | ------ |
| 2021 | Emmanuelle Clément | LCR-Yamaha | FRA1 3 | FRA2 2 | HUN1 3 | HUN2 2 | GBR1 1 | GBR2 3 | NED1 DNF | NED2 2 | CRO1 2 | CRO1 3   | OSC1 2  | OSC2 3  | POR1 3 | POR2 5 | POR3 4 |        | 2       | 269    |
| 2022 | Emmanuelle Clément | LCR-Yamaha | FRA1 1 | FRA2 2 | NED1 2 | NED2 1 | BEL1 1 | BEL2 1 | HUN1 1   | HUN2 2 | CRO1 1 | CRO2 DNF | GBR1 1  | GBR1 2  | OSC1 1 | OSC2 1 | POR1 2 | POR2 3 | 1       | 377    |
| 2023 | Emmanuelle Clément | LCR-Yamaha | GER1 3 | GER2 4 | BEL1 1 | BEL2 2 | CZE1 4 | CZE1 1 | AUT1 5   | AUT2 1 | NED1 1 | NED2 1   | OSC1 2  | OSC2 2  | POR1 3 | POR2 3 |        |        | 1       | 270    |
| 2024 | Emmanuelle Clément | LCR-Yamaha | FRA1 3 | FRA2 2 | GER1 8 | GER2 2 | CZE1 4 | CZE2 4 | NED1 6   | NED2 5 | OSC1 7 | OSC2 4   | POR1 ND | POR2 ND |        |        |        |        | 5       | 133    |

### Overwinningen en podia
2018: Britse F1-zijspan kampioenschap (met Charlie Richardson)

 2019: Britse F1-zijspan kampioenschap (met Richardson)

 2020: International Sidecar SuperPrix 2020 (met Richardson)

 2020: Britse F1-zijspan kampioenschap (met Richardson)

 2021: Wereldkampioenschap zijspanrace (met Emmanuelle Clément)

 2022: Wereldkampioenschap zijspanrace (met Clément)

 2022: Britse F1-zijspan kampioenschap (met Clément)

 2023: Wereldkampioenschap zijspanrace (met Clément)

 2023: Britse F1-zijspan kampioenschap (met Clément)